# DEx16-os autóút (Románia)

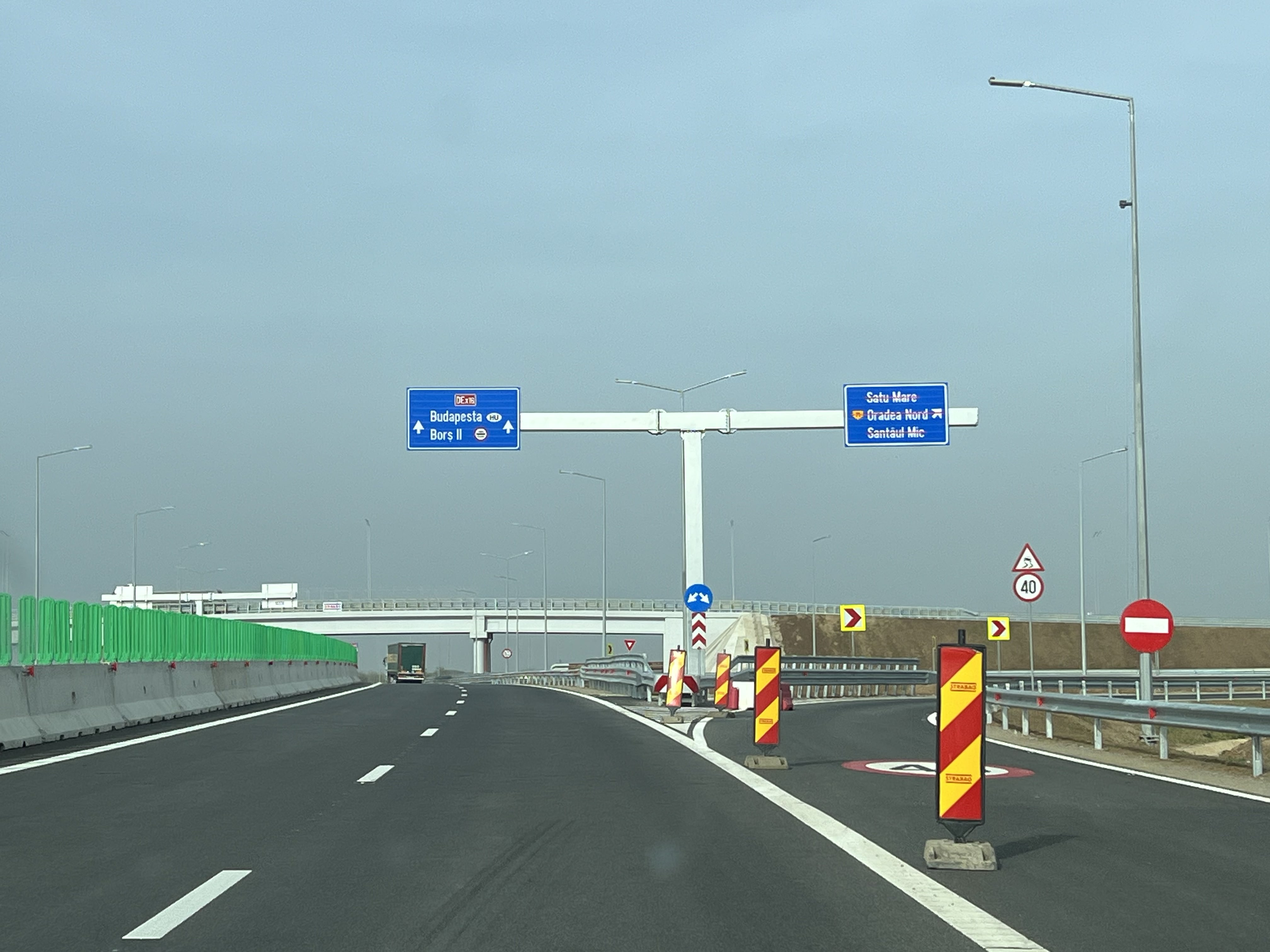
A DEx16-os autóút Nagyvárad közelében, az átadást követően még lezárt nagyszántói csomóponttal

A DEx16-os autóút egy nagyrészt tervezett gyorsforgalmi út Romániában, Arad–Nagyvárad–A3-as autópálya nyomvonalon. 
2025 januárjában egy 19 km-es szakasza van forgalomban Nagyvárad és az A3-as autópálya között. Folytatásának tekinthető az A11-es autópálya meglévő 3,5 km-es Arad elkerülő szakasza.

## Története

### Nagyvárad–A3
Nagyvárad és az A3-as autópálya borsi határátkelője közötti szakasz DEx16 jelzéssel épült, mivel a 19 km-es szakaszból 13 km autóútként, 6 km 2x2 sávos főútként került kialakításra. Az 545,9 millió euró+ÁFA értékű beruházást az Európai Unió társfinanszírozta. A szakaszból 13 km befejezésére volt esély 2023 végén vagy 2024 elején, mert a nagyváradi elkerülőre csatlakozó szakaszt Biharszentandrás önkormányzata blokkolta, a kerülőút és a gyorsforgalmi út már engedélyekkel rendelkező körforgalmú csomópontjának újratervezése érdekében. 2023 augusztusában ugyanakkor Sorin Grindeanu közlekedési miniszter a teljes szakasz 2023-as befejezését is esélyesnek nevezte, ami a Pro Infrastructura Egyesület november eleji értékelése szerint is reális volt. A teljes szakaszt végül 2024 márciusában adták át.

### Arad–Nagyvárad
Az Arad–Nagyvárad szakasz megvalósíthatósági tanulmányának kidolgozását 2021 augusztusában kezdték meg. A többszempontú értékelés és a régészeti vizsgálatok alapján meghatározták a nyomvonalat, melyet októberben a Közlekedési Minisztérium is jóváhagyott. Az engedélyezési eljárás 2023 augusztusában zárult le. Júliusban a Bihar megyei tanács elnöke aláírta a műszaki tervezés finanszírozási szerződését, szeptember végén a projekt megkapta a környezetvédelmi jóváhagyást, október végén pedig jóváhagyták a megvalósíthatósági tanulmányt. December végén megjelent a kisajátításokról szóló kormányhatározat, ezzel megnyílt az út a közbeszerzés kiírása előtt, melyet három szakaszra osztottak (Nagyvárad–Nagyszalonta, Nagyszalonta–Kisjenő, Kisjenő–Arad). A versenytárgyalást 2024 februárjában írták ki. A Nagyvárad–Nagyszalonta szakasz közbeszerzését azonban áprilisban óvás miatt felfüggesztették.
A mintegy 120 km-es utat négysávosra tervezik, ezen kívül terveznek egy 3 km-es bekötést Aradra, egy 5 km-es bekötőutat Nagyszalontára, valamint egy 10 km-es kapcsolatot a magyarországi határátkelőhöz, amely az M44-es autóúthoz csatlakozik majd Békéscsaba irányába. A teljes fejlesztés hossza így eléri a 138 km-t. A projektet a két érintett megyei tanács (Arad és Bihar megye), valamint a CNAIR állami közútkezelő vállalat valósítaná meg, európai uniós támogatások bevonásával. Ez a legnagyobb projekt, amelyet helyi önkormányzatok vettek át a szállításügyi minisztériumtól.
Az első, Nagyvárad–Nagyszalonta szakasz 33,7 kilométeres. A kivitelezésre 2025 februárjában az ukrán Automagistral Pivden és a Bihar megyei Precon Transilvania konzorciumát hirdették győztesnek 2,32 milliárd lej+ÁFÁ-s ajánlattal.
A második, Nagyszalonta–Kisjenő szakasz hossza 39,7 kilométer, valamint a 10 km-es bekötés a magyar határhoz.
A harmadik, 47,07 km-es Kisjenő–Arad szakasz és az Arad iparnegyedéhez vezető 2,9 km-es bekötőút megépítésére kiírt tenderen 2024 decemberében az ukrán Automagistral Pivden és a Bihar megyei Precon Transilvania konzorciumát hirdették győztesnek 2,97 milliárd lej+ÁFÁ-s ajánlattal, de óvások miatt egyelőre nem kötöttek szerződést.

#### Nagyszalonta−országhatár bekötőút
A Nagyszalonta és Békéscsaba közötti gyorsforgalmi összeköttetés létesítését (beleértve a Románia schengeni csatlakozásáig üzemelő határátkelőhelyet) a román kormány 2022 decemberében hagyta jóvá, felhatalmazva a közlekedési minisztériumot a magyar féllel az út nyomvonalát és műszaki paramétereit meghatározó közös munkacsoport megalakítására. A kapcsolat megvalósításáról Sorin Grindeanu román közlekedési miniszter és Szijjártó Péter magyar külügyminiszter 2023. áprilisában írt alá megállapodást Bukarestben. Ez alapján a 9,8 km-es romániai szakasz már 2026-ra elkészülhet, míg a határátkelő megnyitásának céldátuma 2030.